# Платинатримагний
Платинатримагний — бинарное неорганическое соединение
платины и магния
с формулой Mg3Pt,
кристаллы.

## Получение
- Сплавление стехиометрических количеств чистых веществ [1]:

{\displaystyle {\mathsf {Pt+3Mg\ {\xrightarrow {1200-1400^{o}C}}\ Mg_{3}Pt}}}

## Физические свойства
Платинатримагний образует кристаллы
гексагональной сингонии,
пространственная группа P 63/mmc,
параметры ячейки a = 0,4577 нм, c = 0,8322 нм, Z = 2,
структура типа арсенида тринатрия Na3As
.
При проведении реакции под повышенным давлением получены кристаллы
гексагональной сингонии,
пространственная группа P 63cm,
параметры ячейки a = 0,79103 нм, c = 0,83223 нм, Z = 6,
структура типа фосфида тримеди Cu3P
.
Соединение образуется по перитектической реакции при температуре 1130 °C.